# داريوس ميلر
داريوس ميلر (بالإنجليزية: Darius Miller)‏ مواليد 21 مارس 1990، هو لاعب كرة سلة أمريكي بدأ مسيرته الاحترافية في سنة 2012 يلعب مع فريق بروس باسكتس في الدوري الألماني لكرة السلة ويحمل الرقم 6. يبلغ طوله 6 قدم 8 بوصة (2.0 م).

## فرق لعب لها
- نيو أورلينز بيليكانز

## روابط خارجية
- داريوس ميلر على موقع الاتحاد الدولي لكرة السلة (الإنجليزية)
- داريوس ميلر على موقع إن بي أي (الإنجليزية)
- داريوس ميلر على موقع سبورتس رفرنس (الإنجليزية)
- داريوس ميلر على موقع كرة السلة الأوروبية.كوم (الإنجليزية)
- داريوس ميلر على موقع إي إس بي إن.كوم (الإنجليزية)
- داريوس ميلر على موقع كلية كرة السلة في سبورتس رفرنس.كوم (الإنجليزية)
- داريوس ميلر على موقع ريلجم (الإنجليزية)
- داريوس ميلر على موقع بروبوليرز (الإنجليزية)
- داريوس ميلر على موقع سبورتس رفرنس (الإنجليزية)
- داريوس ميلر على موقع سبورتس رفرنس (الإنجليزية)